# Hetjershausen
Hetjershausen is een dorp in de Duitse gemeente Göttingen in de deelstaat Nedersaksen. Het dorp werd in 1973 bij de stad Göttingen gevoegd, maar heeft het dorpskarakter weten te behouden.
Hetjershausen wordt voor het eerst genoemd in een oorkonde uit 990 waarin vermeld wordt dat Otto III goederen in Hetjershausen schenkt aan het klooster in Gandersheim. De kerk in het dorp stamt uit het begin van de veertiende eeuw. Van die kerk resteert nog de huidige kerktoren.